# Campeonato Reina de Reinas de AAA
Le Campeonato Reina de Reinas de AAA ou championnat de la Reine des Reines de la AAA est un championnat féminin de catch (lutte professionnelle) utilisé par la Asistencia Asesoría y Administración (AAA).
Il est créé le 19 février 1999 et Xóchitl Hamada est la première championne après sa victoire face à Miss Janeth (en), Rossy Moreno et Esther Moreno (en) dans un match à quatre.

## Historique des règnes
| #  | Champion                 | Règne | Date              | Durée              | Lieu                             | Événement                | Notes | Réf   |
| -- | ------------------------ | ----- | ----------------- | ------------------ | -------------------------------- | ------------------------ | --- | ----- |
| 1  | Xóchitl Hamada           | 1     | 19 février 1999   | 7 mois et 17 jours | Puebla                           | Reina de Reinas 1999     | Bat Miss Janeth, Rossy Moreno et Esther Moreno (en) et devient la première championne. | .     |
| 2  | Esther Moreno (en)       | 1     | 6 octobre 1999    | 4 mois et 14 jours | San Luis Potosí                  | House show               | |       |
| #  | Vacant                   | _     | _                 | _                  | _                                | _                        | Moreno a quitté le Championnat en raison d'une blessure. |       |
| 3  | Rossy Moreno             | 1     | 20 février 2000   | 5 mois et 29 jours | Morelia, Michoacán               | Reina de Reinas 2000     | Défaite Xóchitl Hamada, Martha Villalobos et Miss Janeth dans la finale à quatre sens. |       |
| 4  | Lady Apache              | 1     | 17 février 2001   | 371                | Veracruz, Veracruz               | Reina de Reinas 2001     | |       |
| 5  | Esther Moreno            | 2     | 23 février 2002   | 70                 | Veracruz, Veracruz               | Reina de Reinas 2002     | |       |
| 6  | Martha Villalobos        | 1     | 4 mai 2002        | 300                | Reynosa, Tamaulipas              | House show               | |       |
| 7  | Tiffany (en)             | 1     | février 2003      | 338                | _                                | Reina de Reinas 2003     | Défaite Lady Apache at finale |       |
| 8  | Lady Apache              | 2     | 1er février 2004  | 385                | Zapopan, Jalisco                 | House show               | |       |
| 9  | Tiffany                  | 2     | 20 février 2005   | 363                | Ciudad de Mexico                 | Reina de Reinas 2005     | |       |
| 10 | Miss Janeth (en)         | 1     | 18 février 2006   | 400                | Orizaba, Veracruz                | Reina de Reinas 2006     | |       |
| 11 | Tiffany                  | 3     | 25 mars 2007      | 430                | Hidalgo                          | Reina de Reinas 2007     | |       |
| 12 | Faby Apache (en)         | 1     | 28 mai 2008       | 486                | Hidalgo                          | Reina de Reinas 2008     | Défaite Ayako Hamada et Mari Apache en finale. |       |
| 13 | Sexy Star                | 1     | 26 septembre 2009 | 322                | Monterrey, Nuevo León            | Héroes Inmortales III    | |       |
| 14 | Mari Apache (en)         | 1     | 14 août 2010      | 351                | Orizaba, Veracruz                | Verano de Escándalo 2010 | |       |
| 15 | Pimpinela Escarlata (en) | 1     | 31 juillet 2011   | 138                | Guadalajara, Jalisco             | Verano de Escándalo 2011 | Il s'agissait d'un match d'élimination à huit voies, impliquant également Cynthia Moreno, Faby Apache, Jennifer Blake , Lolita, Mickie James et Sexy Star. Est devenu le premier homme à tenir le championnat. |       |
| 16 | Sexy Star                | 2     | 16 décembre 2011  | 431                | Puebla, Puebla                   | Guerra de Titanes 2011   | |       |
| #  | Vacant                   | _     | 19 février 2013   | _                  | _                                | _                        | Sexy Star a quitté le championnat en raison de sa grossesse | .     |
| 17 | Faby Apache              | 2     | 17 mars 2013      | 518                | Monterrey, Nuevo León            | Rey de Reyes 2013        | Elle bat LuFisto, Mari Apache et Taya dans un match final éliminatoire à quatre temps pour gagner le titre vacant                                                                                              | .     |
| 18 | Taya                     | 1     | 17 août 2014      | 946                | Ciudad de Mexico                 | Triplemanía XXII         | | [ 4 ] |
| 19 | Ayako Hamada             | 1     | 19 mars 2017      | 33                 | Monterrey, Nuevo León            | Rey de Reyes 2017        | |       |
| 20 | Taya                     | 2     | 21 avril 2017     | 71                 | Tijuana, Baja California         | AAA Worldwide TV Taping  | |       |
| #  | Vacant                   | _     | 1er juillet 2017  | _                  | _                                | _                        | Par décision Vampire. |       |
| 21 | Sexy Star                | 3     | 16 juillet 2017   | 50                 | Monterrey, Nuevo Leon            | AAA Worldwide TV Taping  | Défaite Faby Apache, Lady Shani, La Hiedra, Goya Kong et Big Mami dans un match final final éliminatoire à quatre temps pour gagner le titre vacant.                                                           |       |
| #  | Vacant                   | _     | 4 septembre 2017  | _                  | _                                | _                        | |       |
| 22 | Lady Shani (en)          | 1     | 1er octobre 2017  | 117                | San Luis Potosí, San Luis Potosí | Héroes Inmortales XI     | Défaite Ayako Hamada pour gagner le titre vacant. |       |
| 23 | Faby Apache              | 3     | 26 janvier 2018   | 310                | Ciudad de Mexico                 | Guerra de Titanes        | |       |
| 24 | Lady Shani               | 2     | 2 décembre 2018   | 196                | Aguascalientes, Aguascalientes   | Guerra de Titanes        | Défaite Faby Apache, La Hiedra et Scarlett Bordeaux. |       |
| 25 | Keyra                    | 1     | 16 juin 2019      | 48                 | Mérida, Yucatán                  | Verano de Escándalo      | Défaite Chik Tormenta et Lady Shani. |       |
| #  | Vacant                   | _     | 3 août 2019       | _                  | Ciudad de Mexico                 | Triplemanía XXVII        | Keyra a quitté le Championnat en raison d'une blessure. |       |
| 26 | Tessa Blanchard          | 1     | 3 août 2019       | 43                 | Ciudad de Mexico                 | Triplemanía XXVII        | Il s'agissait d'un Tables, Ladders and Chairs match, impliquant également Ayako Hamada, Chik Tormenta, Faby Apache, La Hiedra et Taya.                                                                         |       |
| 27 | Taya Valkyrie            | 3     | 15 septembre 2019 | 528                | New York, New York               | Lucha Invades NY         | |       |
| #  | Vacant                   | _     | 24 février 2021   | _                  | _                                | _                        | Taya Valkyrie a quitté le championnat en raison de sa signature avec la WWE. |       |
| 28 | Faby Apache              | 4     | 1er mai 2021      | 105                | San Pedro Cholula, Puebla        | Rey de Reyes             | |       |
| 29 | Deonna Purrazzo          | 1     | 14 août 2021      | 252 jours          | Azcapotzalco, Mexico City        | Triplemanía XXIX (en)    | Le titre de championne knockouts d'Impact de Purrazo était également en jeu. |       |

## Règnes combinés
|  | Travaille toujours à la AAA |

| Rang | Catcheur            | Règnes | Jours combinés |
| ---- | ------------------- | ------ | -------------- |
| 1.   | Taya/Taya Valkyrie  | 3      | 1544           |
| 2.   | Faby Apache         | 4      | 1419           |
| 3.   | Tiffany             | 3      | 1131           |
| 4.   | Sexy Star           | 3      | 803            |
| 5.   | Lady Apache         | 2      | 756            |
| 6.   | Miss Janeth         | 1      | 400            |
| 7.   | Rossy Moreno        | 1      | 363            |
| 8.   | Mari Apache         | 1      | 351            |
| 9.   | Lady Shani          | 2      | 313            |
| 10.  | Martha Villalobos   | 1      | 300            |
| 11.  | Xóchitl Hamada      | 1      | 229            |
| 12.  | Esther Moreno       | 2      | 207            |
| 13.  | Pimpinela Escarlata | 1      | 138            |
| 14.  | Keyra               | 1      | 48             |
| 15.  | Tessa Blanchard     | 1      | 43             |
| 16.  | Ayako Hamada        | 1      | 33             |
| 17.  | Deonna Purrazzo     | 1      | 1 308+         |